# Sus strozzii
Il cinghiale di Strozzi (Sus strozzii, altrimenti noto come Dasychoerus strozzii) è un mammifero artiodattilo estinto, appartenente ai suidi. Visse nel Pliocene superiore e nel Pleistocene inferiore (circa 3 - 1 milione di anni fa) e i suoi resti fossili sono stati ritrovati in Europa e in Medio Oriente.

## Descrizione

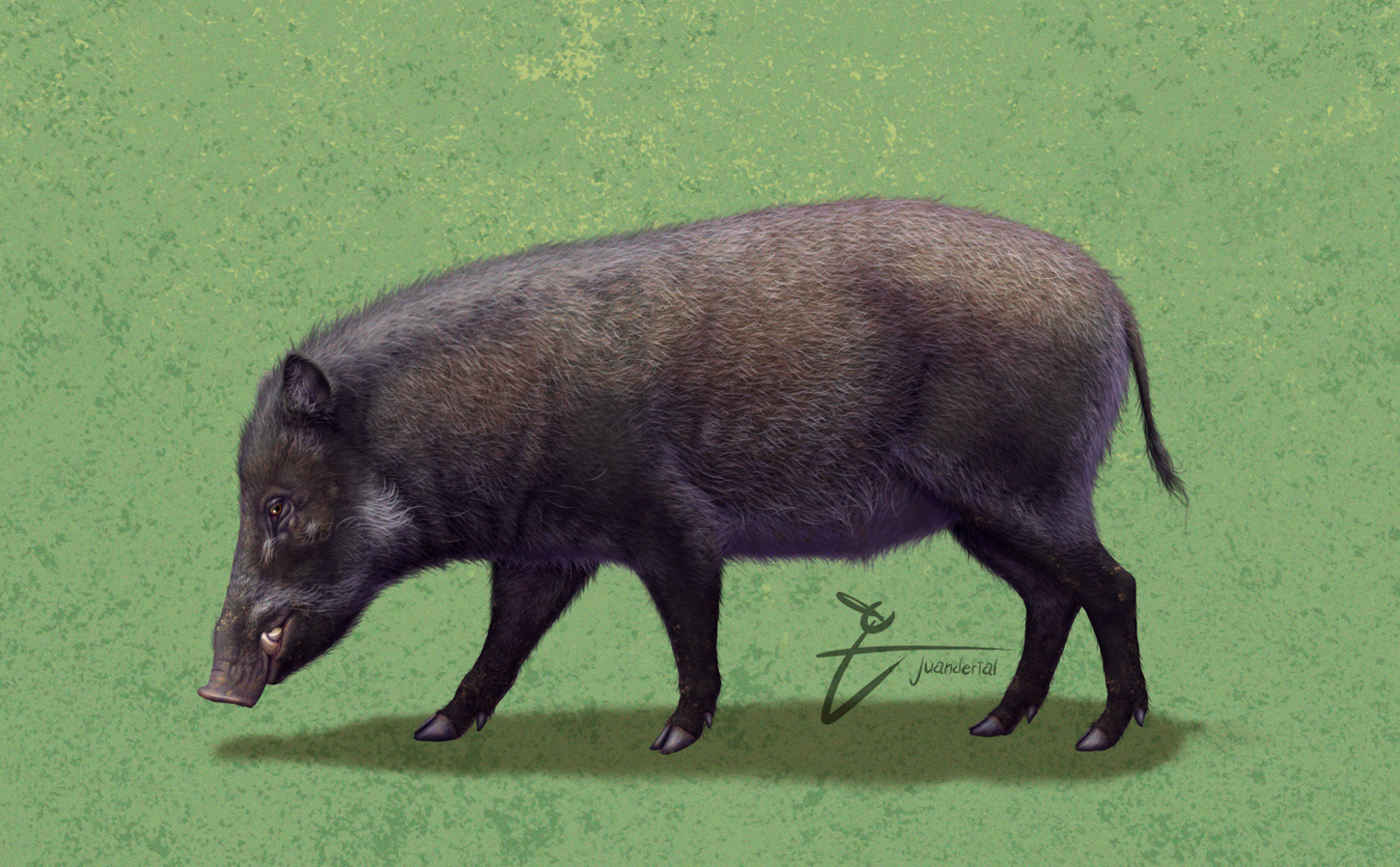
Ricostruzione

Questo animale era piuttosto simile nell'aspetto e nelle dimensioni all'attuale cinghiale (Sus scrofa), tuttavia non era strettamente imparentato con quest'ultimo. La forma dei canini inferiori, infatti, suggerisce una parentela con l'attuale cinghiale dalle verruche (Sus verrucosus) dell'Indonesia. 
I canini dei suidi di questo gruppo hanno la particolarità di crescere per tutta la vita dell'animale. Tale crescita, in ogni caso, è compensata dall'abrasione contro i canini superiori. Sus strozzii era di taglia maggiore al suo stretto parente odierno: un esemplare giovane ma quasi completo, rinvenuto nel giacimento di Senèze in Francia, era lungo circa 1,5 metri; altri esemplari incompleti suggeriscono che questi animali potessero raggiungere la lunghezza di circa 1,8 metri. 
Al contrario dell'odierno cinghiale, Sus strozzii possedeva zampe piuttosto corte e piedi larghi. Sus strozzii, inoltre, era alquanto specializzato nel cranio: possedeva zigomi sporgenti e pneumatizzati, rugosità nasali e creste ossee sopra gli alveoli dei canini. Le forme pleistoceniche hanno infine subito la perdita dei terzi incisivi superiori.

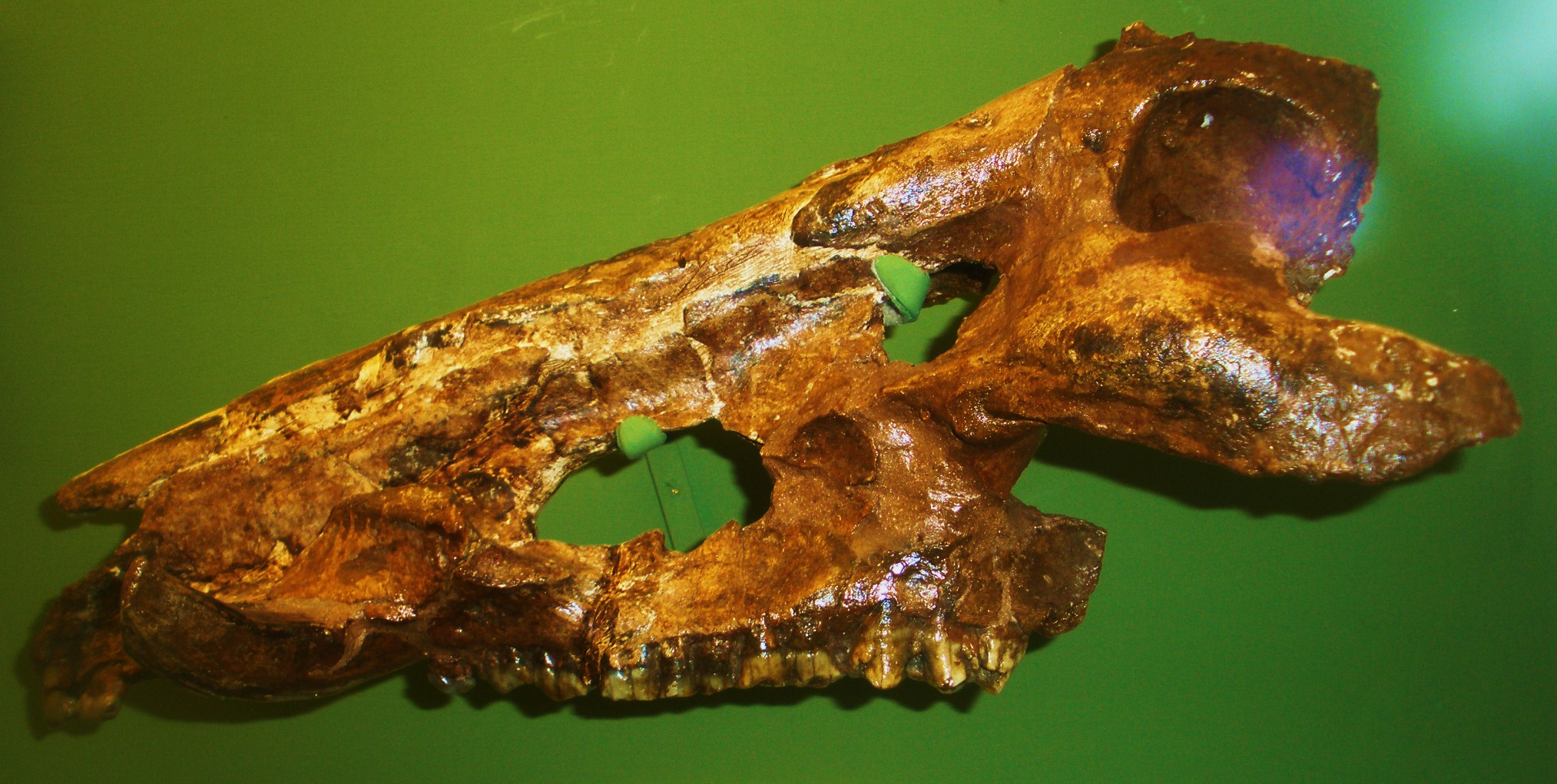
Cranio di Sus strozzii

## Classificazione
Descritto per la prima volta nel 1881 da Forsyth Major, Sus strozzii non è uno stretto parente dell'attuale cinghiale europeo. Le sue parentele vanno ricercate piuttosto in quel clade di suidi noti come cinghiali dalle verruche, attualmente rappresentati da Sus verrucosus e Sus celebensis. Questi due animali, insieme ad altre specie fossili tra cui appunto Sus strozzii, Sus arvernensis e Sus brachygnathus, sono caratterizzati da una particolare crescita dei canini inferiori e, in generale, da una dentatura più primitiva rispetto a quella del vero cinghiale. Alcuni autori hanno quindi indicato il genere Dasychoerus (Gray, 1873) per queste forme (Azzaroli, 1992). 

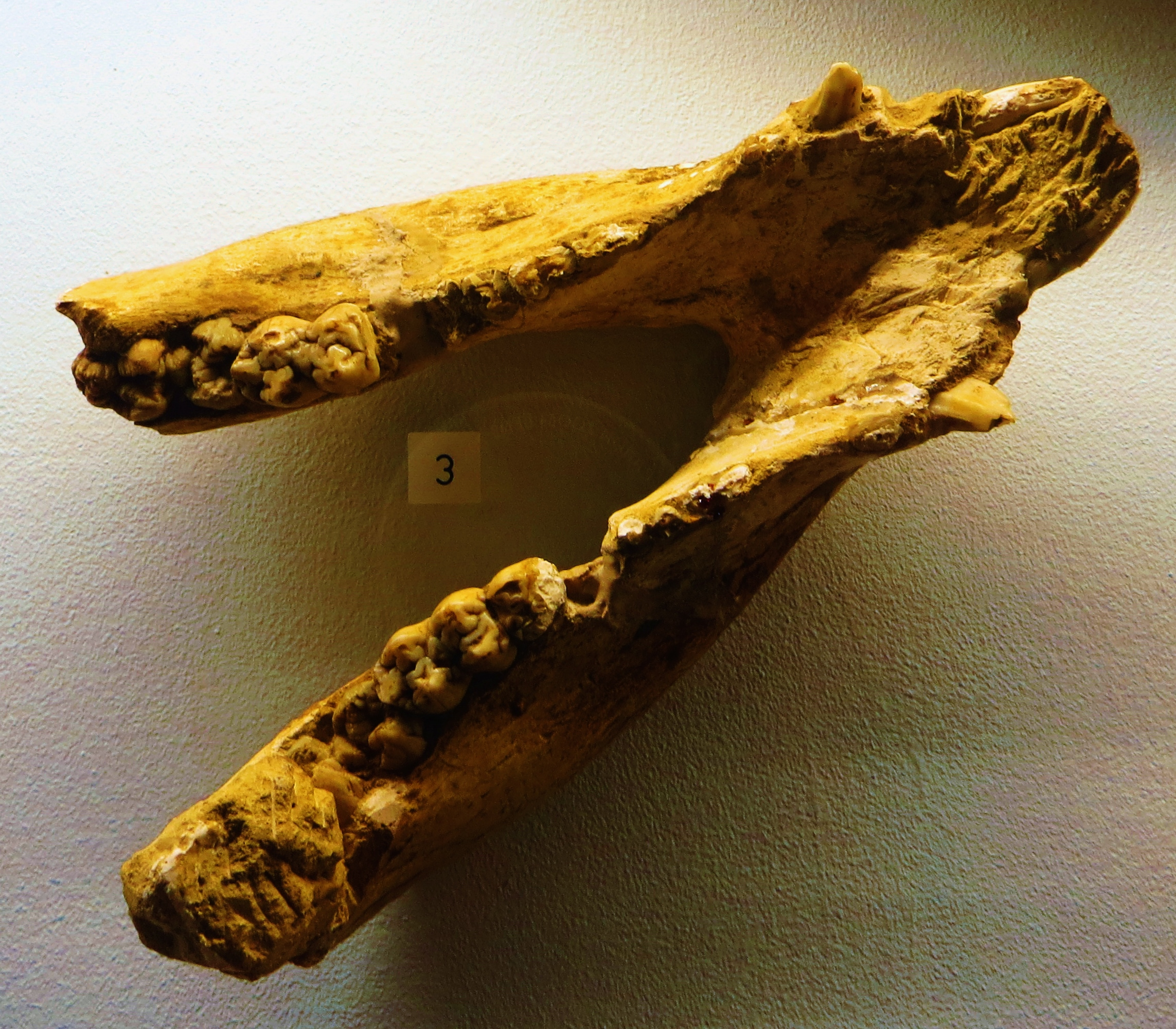
Mandibola di Sus strozzii

Sus strozzii è noto grazie a numerosi fossili ritrovati in Europa (principalmente Senèze in Francia, Olivola e Val d'Arno in Italia, Tegelen nei Paesi Bassi) ma anche in Medio Oriente. Sembra che un suo possibile antenato fosse Sus arvernensis; Sus strozzii scomparve quando entrò in Europa la specie Sus scrofa, l'odierno cinghiale, meglio adattata alle mutazioni climatiche avvenute nel frattempo.

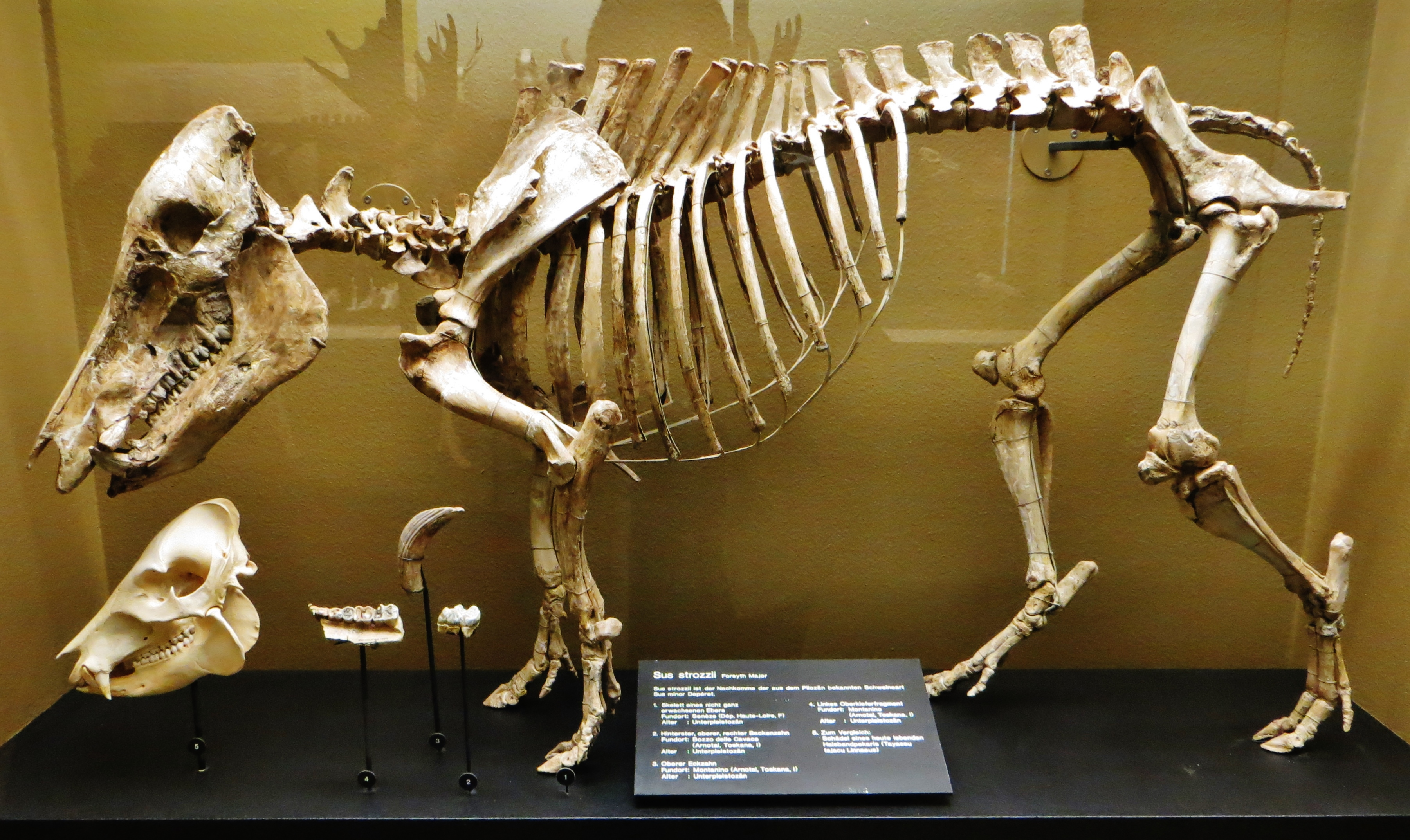
Scheletro di Sus strozzii

## Paleoecologia
Le corte zampe e i piedi larghi di Sus strozzii, così come la dentatura arcaica, indicano che questo animale era maggiormente adattato a un clima umido e a un terreno di tipo paludoso, analogamente alle sue controparti attuali indonesiane.